# Alyson Noël
Alyson Noël, är en amerikansk författare född 3 december 1965 i Laguna Beach, Orange County, Kalifornien. Hennes första bok Faking 19 gavs ut 2005 och hon har bland annat skrivit "De odödliga" (The Immortals)-serien.

## De odödliga
- Evermore (2009, i svensk översättning 2011)
- Blå måne (originaltitel Blue Moon) (2009, i svensk översättning 2012)
- Skugglandet (originaltitel Shadowland) (2009, i svensk översättning 2012)
- Svart eld (originaltitel Dark Flame) (2010, i svensk översättning 2013)
- Nattstjärna (originaltitel Night Star) (2010, i svensk översättning 2013)
- För evigt (originaltitel Everlasting) (2011, i svensk översättning 2014)